# Rotax 447
Der Rotax 447 ist ein Zweitaktmotor für Ultraleichtflugzeuge. Der Reihenzweizylinder mit 41,6 PS (31 kW) wurde von der BRP-Rotax GmbH & Co KG in Österreich gebaut.

## Konstruktion und Entwicklung
Der Rotax 447 ist eine Weiterentwicklung des Rotax 377, bei dem die Leistung durch die Vergrößerung der Zylinderbohrung von 62 mm auf 67,5 mm und die Erhöhung der maximalen Drehzahl von 6500 auf 6800 Umdrehungen pro Minute von 26 kW (35 PS) auf 29,5 kW (40 PS) gesteigert wurde. Der aktuelle 447 besitzt eine einzelne, unterbrecherfreie Magnet-Hochspannungskondensatorzündung. Die ersten Modelle wurden noch mit Unterbrecherzündung gebaut.
Der Motor hat kolbengesteuerte, luftgekühlte Zylinderköpfe und Zylinder. Gekühlt wird er entweder mittels eines Kühlgebläses oder durch den Fahrtwind. Die Schmierung erhält er durch den Betrieb mit Zweitaktgemisch. Der Rotax 447 kann mit ein oder zwei Vergasern ausgerüstet sein. Die Doppelvergaserversion verwendet Vergaser des Typs 84 von Bing Power Systems. Die Einzelvergaserversion verwendet den Typ 54. Optional ist ein High Altitude Compensation Kit erhältlich.
Die Drehzahl wird mittels des Rotax-Typ-B-Getriebes für den Propeller untersetzt. Der Motor verfügt über eine schallgedämpfte Abgasanlage, die mit einem zusätzlichen Endschalldämpfer ausgerüstet werden kann. In der Standardversion wird er mittels eines Reversierstarters gestartet. Optional ist ein elektrischer Anlasser verfügbar. Ebenfalls als Zusatzausstattung ist eine Lichtmaschine mit einer Leistung von 170 Watt und einer Spannung von 12 Volt verfügbar. Des Weiteren kann ein Schalldämpfer am Lufteinlass angebracht werden.
Der Hersteller nimmt mit folgender Warnung Bezug auf die konstruktionsbedingten Einschränkungen:

"This engine, by its design, is subject to sudden stoppage. Engine stoppage can result in crash landings, forced landings or no power landings. Such crash landings can lead to serious bodily injury or death...This is not a certificated aircraft engine. It has not received any safety or durability testing, and conforms to no aircraft standards. It is for use in  experimental, uncertificated aircraft and vehicles only in which an engine failure will not compromise safety. User assumes all risk of use, and acknowledges by his use that he knows this engine is subject to sudden stoppage...Never fly the aircraft equipped with this engine at locations, airspeeds, altitudes, or other circumstances from which a successful no-power landing cannot be made, after sudden engine stoppage. Aircraft equipped with this engine must only fly in DAYLIGHT VFR conditions.

„Dieser Motor kann aufgrund seiner Konstruktion unvermittelt ausfallen. Ein Ausfall kann zu Bruchlandungen oder Notlandungen führen. Bruchlandungen können zu schweren Verletzungen und Tod führen. Dies ist kein zertifiziertes Flugzeugtriebwerk. Der Motor wurde keinerlei Sicherheits- und Dauertests ausgesetzt und erfüllt keine Luftfahrtstandards. Er ist ausschließlich zugelassen für experimentelle, nicht zertifizierte Luftfahrzeuge und Fahrzeuge, bei denen ein Motorausfall die Sicherheit nicht beeinträchtig. Der Benutzer übernimmt jegliche Haftung und bestätigt durch die Benutzung, dass bei diesem Motor unvermittelte Ausfälle auftreten können. Luftfahrzeuge, die mit diesem Motor ausgerüstet sind, dürfen nicht in Bereichen, Geschwindigkeiten, Höhen oder anderen Gegebenheiten geflogen werden, bei denen eine sichere Landung ohne Motor nach einem plötzlichen Triebwerksausfall nicht möglich ist. Luftfahrzeuge mit diesem Motor dürfen ausschließlich unter VFR-Bedingungen am Tage geflogen werden.“

## Versionen
447 UL-1V
Ausgerüstet mit einem Vergaser, Leistung 39,6 PS (29 kW) bei 6800 Umdrehungen pro Minute
447 UL-2V
Ausgerüstet mit zwei Vergasern, Leistung 41,6 PS (31 kW) bei 6800 Umdrehungen pro Minute

## Technische Daten
| Kenngröße               | Wert                       |
| ----------------------- | -------------------------- |
| Leistung                | 30 kW (41 PS) bei 6800/min |
| Bohrung                 | 67,5 mm                    |
| Hub                     | 61 mm                      |
| Hubraum                 | 426,5 cm³                  |
| Verdichtung             | 9,6 : 1                    |
| Gewicht (ohne Getriebe) | 26,8 kg                    |
| Benzinverbrauch         | 11 Liter pro Stunde        |